# Trymatococcus amazonicus
Trymatococcus amazonicus là một loài thực vật có hoa trong họ Moraceae. Loài này được Poepp. & Endl. miêu tả khoa học đầu tiên năm 1838.